# Giovanni Fusco
Giovanni Fusco (10 de octubre de 1906, Benevento-31 de mayo de 1968, Roma) fue un compositor, pianista y director de orquesta italiano.
Compuso numerosas partituras para películas desde 1936, incluidas las de Hiroshima mon amour de Alain Resnais (1959) y La guerra ha terminado (1966), así como la mayoría de las películas de 1948-1964 dirigidas por Michelangelo Antonioni, de N.U. (Nettezza Urbana) a El desierto rojo, a excepción de La noche (banda sonora de Giorgio Gaslini) y algunos de sus primeros cortometrajes. Dos de sus bandas sonoras, las de Cronaca di un amore y L'avventura de Antonioni, obtuvieron el premio cinematográfico Nastro d'argento a la mejor música del Sindicato Nacional de Periodistas de Cine de Italia en 1951 y 1961, respectivamente.
Su hermano Tarcisio Fusco también fue compositor. Su hija es la soprano operística Cecilia Fusco.

## Filmografía parcial
- La contessa di Parma (1936)
- Joe il rosso (1936)
- Il dottor Antonio (1937)
- Il peccato di Rogelia Sanchez (1940)
- Pazza di gioia (1940)
- Le modelle di via Margutta (1946)
- La mano della morta (1949)
- Gente così (1950)
- Cronaca di un amore (1950)
- La leggenda di Genoveffa (1952)
- L'orfana del ghetto (1954)
- L'angelo delle Alpi (1957)
- Afrodite, dea dell'amore (1958)
- Hiroshima, mon amour (1959) (con Georges Delerue).
- L'Avventura (1960)
- I cosacchi (1960)
- La donna dei faraoni (1960)
- El sepulcro de los reyes (1960)
- El eclipse (1962)
- Col ferro e col fuoco (1962)
- La leggenda di Enea (1962)
- Sandokan, la tigre di Mompracem (1963)
- I pirati della Malesia (1964)
- El desierto rojo (1964)
- La guerra ha terminado (1966)
- Giarrettiera Colt (1968)
- Più tardi, Claire… più tardi (1968)
- La morte non ha sesso (1968)
- Amore e rabbia (1969)
- L'aveu (1970)